# MPEG-21
MPEG-21 표준은 MPEG에서 멀티미디어 애플리케이션용 개방형 프레임워크를 정의하기 위한 표준이다. MPEG-21은 표준 ISO/IEC 21000 - 멀티미디어 프레임워크(MPEG-21)로 승인되었다.
MPEG-21은 두 가지 필수적인 개념에 기반한다:
- 디지털 아이템(배포 및 트랜잭션의 기본 단위)의 정의
- 디지털 아이템과 상호 작용하는 사용자

디지털 아이템은 멀티미디어 프레임워크의 커널로 간주될 수 있으며 사용자들은 멀티미디어 프레임워크 내에서 아이템들과 상호 작용하는 사람으로 간주할 수 있다. 가장 기본적인 단계에서 MPEG-21은 한 사용자가 다른 사용자와 소통하는 프레임워크를 제공하며 상호작용의 객체는 디지털 아이템이다. 이러한 까닭에 MPEG-21의 주된 목적은 사용자가 디지털 아이템을 효율적이고 투명한 방식으로 교환, 접근, 소비, 거래, 조작하는 것을 도와주는데 필요한 기술로 정의할 수 있다.
MPEG-21 파트 9: 파일 포맷은 ISO 베이스 미디어 파일 포맷에 기반한 파일 포맷의 MPEG-21 디지털 아이템의 스토리지를 정의하였으며 일부 또는 모든 디지털 아이템의 보조 데이터(예: 영화, 이미지, 기타 XML이 아닌 데이터)을 동일한 파일 안에 담는다. 파일 확장자는 .m21 또는 .mp21이며 MIME 타입은 application/mp21이다.

## 디지털 권리 관리
MPEG-21은 디지털 콘텐츠 사용에 대한 제한을 관리할 수단으로서 권리 표현 언어(Rights Expression Language) 표준을 정의하고 있다. XML 기반 표준인 MPEG-21은 기계가 읽을 수 있는 라이선스 정보를 어디서나 사용 가능한, 모호하지 않은, 안전한 방식으로 통신할 수 있게 설계되어 있다.

## 같이 보기
- 디지털 권리 관리

## 추가 문헌
- Framework Overview
- Part 1: Vision, Technologies and Strategy
  - ISO/IEC TR 21000-1:2004
- Part 2: Digital Item Declaration[깨진 링크(과거 내용 찾기)]
  - ISO/IEC 21000-2:2005
- Part 3: Digital Item Identification[깨진 링크(과거 내용 찾기)]
- Part 4: Intellectual Property Management and Protection Components 보관됨 2017-08-25 - 웨이백 머신
- Part 5: Rights Expression Language[깨진 링크(과거 내용 찾기)]
- Part 6: Rights Data Dictionary 보관됨 2017-08-25 - 웨이백 머신
- Part 7: Digital Item Adaptation[깨진 링크(과거 내용 찾기)]
- Part 8: Reference Software[깨진 링크(과거 내용 찾기)]
  - ISO/IEC 21000-8:2008
- Part 9: File Format 보관됨 2017-08-09 - 웨이백 머신 (.m21 or .mp21)
- Part 10: Digital Item Processing, C++ bindings and Session Mobility[깨진 링크(과거 내용 찾기)]
- Part 11: Evaluation Tools for Persistent Association[깨진 링크(과거 내용 찾기)]
- Part 15: Event Reporting[깨진 링크(과거 내용 찾기)]
- Part 17: Fragment Identification for MPEG Resources 보관됨 2017-09-12 - 웨이백 머신
- Part 18: Digital Item Streaming[깨진 링크(과거 내용 찾기)]
- Part 19: Media Value Chain Ontology (MVCO)
- Part 20: Contract Expression Language
- Part 21: Media Contract Ontology
- Part 22: User Description